# Jerzy Bandura
Jerzy Bandura, né le 14 octobre 1915 à Chabówka et mort le 19 octobre 1987 à Cracovie, est un sculpteur polonais.

## Œuvres
- Monument aux morts de Skalbmierz, 1946
- Monument Adam Mickiewicz à Nowy Sącz
- Monument Mikołaj Kopernik à Chorzów
- Obélisque de Grunwald (Pomnik Zwycięstwa Grunwaldzkiego) au Champ de bataille, en 1960, (avec l'architecte Witold Cęckiewicz)